# I love you & I need you ふくしま
『I love you & I need you ふくしま』（アイ ラヴ ユー アンド アイ ニード ユー ふくしま）は、猪苗代湖ズのシングル。

## 概要
猪苗代湖ズ結成のきっかけとなったイベント「風とロック芋煮会」にて、元々『アイラブユーベイビー 福島』というタイトルで生まれた楽曲。2011年3月11日に発生し、福島県でも甚大な被害が生じた東日本大震災を受け、同月17日に首都圏の電力事情を考慮して名古屋でレコーディングされた。収録に当たり、福山雅治が演奏に、サンボマスターの近藤洋一がエンジニアおよびプロデューサーとして参加。収録から3日目の3月20日にTOKYO FMのサイト内で配信シングルとしてリリースされた。オリジナル・バージョンのほか3月26日に福山雅治・井上鑑参加バージョン、3月30日に怒髪天参加バージョン、4月2日に忌野清志郎バージョンを配信、4月13日までに4万ダウンロードを越えた。箭内は福島県内の避難所で高齢者が感動している様子を目にし、水前寺清子に参加を打診。水前寺はこれを快諾し、4月15日に水前寺清子参加バージョンが配信された。1ヶ月後の4月27日にはCD化され、タワーレコード限定で発売された。利益はいずれも全額、福島県災害対策本部に寄付される。
猪苗代湖ズは、この楽曲で第62回NHK紅白歌合戦に出場した（メンバー全員が初出場）。演奏前には中継先から福山雅治が応援メッセージを送った。生演奏後、NHKホールの舞台裏では、猪苗代湖ズの歌唱後に初めて大きな拍手がわき起こり、モニターの前では人だかりが出来たという。
ミュージック・ビデオは、様々な福島県人が歌うバージョンと、全都道府県出身者が歌うバージョン2種類がある。後者には各界著名人も参加している。出演者は以下の通り。
- 阿部寛（神奈川人）
- 笑福亭鶴瓶（大阪人）
- 小西真奈美（鹿児島人）
- 河原雅彦（福井人）
- 桜井裕美（滋賀人）
- 蓮佛美沙子（鳥取人）
- 荒川良々（佐賀人）
- 鈴木浩介（福岡人）
- 目黒真希（宮城人）
- 風間杜夫（東京人）
- 西田敏行（福島人）
  - 登場した順番は、新潟、滋賀、群馬、…、鹿児島、宮崎、高知、福島の順になっている。間奏部分の東北地方（福島県を除く）と茨城県は、復興へのメッセージを書いたボードを持っている。

## 収録曲
1. I love you & I need you ふくしま
作詞・作曲：山口隆、編曲：猪苗代湖ズ

## 関連番組
『応援ソングを高らかに 〜I love you&I need youふくしま〜』
- NHK総合テレビ（全国）、2011年4月29日 12:15 - 12:44放送
  - 再放送：2011年5月12日深夜（5月13日未明）0:45 - 1:14放送
- NHKラジオ第1（全国）、2011年5月14日 16:05 - 16:55放送
  - テレビ版では、猪苗代湖ズのメンバーが福島県への思いを語るトーク、イベント等の模様の他、番組最後に全都道府県出身者出演のMVが放送された。
- ラジオ版は、テレビ版で放送できなかったトークも含めた完全版で放送。